# Dioxirán
A dioxirán szerves vegyület, gyűrű alakú molekulájának vázát egy szén- és két oxigénatom alkotja. Nem túl stabil vegyület, a szerves kémiai szintézisekben oxidálószerként alkalmazzák.  Az egyetlen gyakrabban használt dioxirán-származék az acetonból levezethető dimetildioxirán (DMDO).

## Lásd még
- Oxirán
- 1,2-dioxetán
- 1,3-dioxetán

## Fordítás
Ez a szócikk részben vagy egészben a Dioxirane című angol Wikipédia-szócikk ezen változatának fordításán alapul.  Az eredeti cikk szerkesztőit annak laptörténete sorolja fel. Ez a jelzés csupán a megfogalmazás eredetét és a szerzői jogokat jelzi, nem szolgál a cikkben szereplő információk forrásmegjelöléseként.